# Gran Premi de Gran Bretanya del 2015
El Gran Premi de Gran Bretanya de Fórmula 1 de la temporada 2015 es va disputar al Circuit de Silverstone, del 3 al 5 de juliol del 2015.

## Resultats de la qualificació
| Pos                  | No | Pilot            | Constructor          | Part 1   | Part 2   | Part 3   | Sortida |
| -------------------- | -- | ---------------- | -------------------- | -------- | -------- | -------- | ------- |
| 1                    | 44 | Lewis Hamilton   | Mercedes             | 1:33.796 | 1:33.068 | 1:32.248 | 1       |
| 2                    | 6  | Nico Rosberg     | Mercedes             | 1:33.475 | 1:32.737 | 1:32.361 | 2       |
| 3                    | 19 | Felipe Massa     | Williams-Mercedes    | 1:34.542 | 1:33.707 | 1:33.085 | 3       |
| 4                    | 77 | Valtteri Bottas  | Williams-Mercedes    | 1:34.171 | 1:33.020 | 1:33.149 | 4       |
| 5                    | 7  | Kimi Räikkönen   | Ferrari              | 1:33.426 | 1:33.911 | 1:33.379 | 5       |
| 6                    | 5  | Sebastian Vettel | Ferrari              | 1:33.562 | 1:33.641 | 1:33.547 | 6       |
| 7                    | 26 | Daniïl Kviat     | Red Bull-Renault     | 1:34.422 | 1:33.520 | 1:33.636 | 7       |
| 8                    | 55 | Carlos Sainz Jr. | Toro Rosso-Renault   | 1:34.641 | 1:34.071 | 1:33.649 | 8       |
| 9                    | 27 | Nico Hülkenberg  | Force India-Mercedes | 1:34.594 | 1:33.693 | 1:33.673 | 9       |
| 10                   | 3  | Daniel Ricciardo | Red Bull-Renault     | 1:34.272 | 1:33.749 | 1:33.943 | 10      |
| 11                   | 11 | Sergio Pérez     | Force India-Mercedes | 1:34.250 | 1:34.268 |          | 11      |
| 12                   | 8  | Romain Grosjean  | Lotus-Mercedes       | 1:34.646 | 1:34.289 |          | 12      |
| 13                   | 33 | Max Verstappen   | Toro Rosso-Renault   | 1:34.819 | 1:34.502 |          | 13      |
| 14                   | 13 | Pastor Maldonado | Lotus-Mercedes       | 1:34.877 | 1:34.511 |          | 14      |
| 15                   | 9  | Marcus Ericsson  | Sauber-Ferrari       | 1:34.643 | 1:34.868 |          | 15      |
| 16                   | 12 | Felipe Nasr      | Sauber-Ferrari       | 1:34.888 |          |          | 16      |
| 17                   | 14 | Fernando Alonso  | McLaren-Honda        | 1:34.959 |          |          | 17      |
| 18                   | 22 | Jenson Button    | McLaren-Honda        | 1:35.207 |          |          | 18      |
| 19                   | 28 | Will Stevens     | Marussia-Ferrari     | 1:37.364 |          |          | 19      |
| 20                   | 98 | Roberto Merhi    | Marussia-Ferrari     | 1:39.377 |          |          | 20      |
| 107% temps: 1:39.965 |    |                  |                      |          |          |          |         |
| Font:                |    |                  |                      |          |          |          |         |

## Resultats de la Cursa
| Pos     | No | Pilot            | Constructor          | Voltes | Temps / Retirada | Pos.Sortida | Punts |
| ------- | -- | ---------------- | -------------------- | ------ | ---------------- | ----------- | ----- |
| 1       | 44 | Lewis Hamilton   | Mercedes             | 52     | 1:31:27.729      | 1           | 25    |
| 2       | 6  | Nico Rosberg     | Mercedes             | 52     | +10.956          | 2           | 18    |
| 3       | 5  | Sebastian Vettel | Ferrari              | 52     | +25.443          | 6           | 15    |
| 4       | 19 | Felipe Massa     | Williams-Mercedes    | 52     | +36.839          | 3           | 12    |
| 5       | 77 | Valtteri Bottas  | Williams-Mercedes    | 52     | +1:03.194        | 4           | 10    |
| 6       | 26 | Daniïl Kviat     | Red Bull-Renault     | 52     | +1:03.955        | 7           | 8     |
| 7       | 27 | Nico Hülkenberg  | Force India-Mercedes | 52     | +1:18.744        | 9           | 6     |
| 8       | 7  | Kimi Räikkönen   | Ferrari              | 51     | +1 Lap           | 5           | 4     |
| 9       | 11 | Sergio Pérez     | Force India-Mercedes | 51     | +1 Lap           | 11          | 2     |
| 10      | 14 | Fernando Alonso  | McLaren-Honda        | 51     | +1 Lap           | 17          | 1     |
| 11      | 9  | Marcus Ericsson  | Sauber-Ferrari       | 51     | +1 Lap           | 15          |       |
| 12      | 98 | Roberto Merhi    | Marussia-Ferrari     | 49     | +3 Laps          | 20          |       |
| 13      | 28 | Will Stevens     | Marussia-Ferrari     | 49     | +3 Laps          | 19          |       |
| Ret     | 55 | Carlos Sainz Jr. | Toro Rosso-Renault   | 31     | Electrical       | 8           |       |
| Ret     | 3  | Daniel Ricciardo | Red Bull-Renault     | 21     | Electrical       | 10          |       |
| Ret     | 33 | Max Verstappen   | Toro Rosso-Renault   | 3      | Spun off         | 13          |       |
| Ret     | 8  | Romain Grosjean  | Lotus-Mercedes       | 0      | Collision        | 12          |       |
| Ret     | 13 | Pastor Maldonado | Lotus-Mercedes       | 0      | Collision damage | 14          |       |
| Ret     | 22 | Jenson Button    | McLaren-Honda        | 0      | Collision        | 18          |       |
| DNS     | 12 | Felipe Nasr      | Sauber-Ferrari       | 0      | Gearbox          | 16          |       |
| Source: |    |                  |                      |        |                  |             |       |